# واين بريثويت
واين بريثويت (بالإنجليزية: Wayne Braithwaite)‏ مواليد 9 أغسطس 1975 في جورج تاون، هو ملاكم غياني بدأ مسيرته الاحترافية سنة 1997. حقق بطولة المجلس العالمي للملاكمة.

## المسيرة الاحترافية
من نزالاته:
- خسر أمام إنزو ماكارينيلي (2007/07/21).
- خسر أمام جان مارك مورميك (2005/04/02).

## إحصائيات
خاض خلال مسيرته 30 نزالا، فاز في 24 وخسر في 6. فاز بالضربة القاضية في 20 نزالا.

## روابط خارجية
- واين بريثويت على موقع بوكس ريك (الإنجليزية) (registration required)